# An Dae-hyun
An Dae-hyun (in hangŭl: 안대현; Goesan, 28 ottobre 1962) è un ex lottatore sudcoreano, specializzato nella lotta greco-romana.

## Palmarès

### Olimpiadi
- 1 medaglia:
  - 1 bronzo (Seul 1988 nei pesi gallo)